# Маша (приток Кичменьги)
Маша — река в России, протекает в Нюксенском и Кичменгско-Городецком районах Вологодской области. Устье реки находится в 141 км по правому берегу реки Кичменьга. Длина реки составляет 12 км.
Исток реки находится к югу от болота Большое Нимчугское в Нюксенском районе в 7 км к юго-западу от точки, где сходятся Нюксенский, Кичменгско-Городецкий и Великоустюгский районы. Генеральное направление течения — юго-восток, русло сильно извилистое. Вскоре после истока перетекает в Кичменгско-Городецкий район. Притоки — Дунька, Нимчуга (правые). Всё течение проходит по ненаселённому холмистому лесному массиву.

## Данные водного реестра
По данным государственного водного реестра России и геоинформационной системы водохозяйственного районирования территории РФ, подготовленной Федеральным агентством водных ресурсов:
- Бассейновый округ — Двинско-Печорский;
- Речной бассейн — Северная Двина;
- Речной подбассейн — Малая Северная Двина;
- Водохозяйственный участок — Юг;
- Код водного объекта — 03020100212103000010781.